# Jatropha chamelensis
Jatropha chamelensis är en törelväxtart som beskrevs av Pérez-jim.. Jatropha chamelensis ingår i släktet Jatropha och familjen törelväxter. IUCN kategoriserar arten globalt som sårbar. Inga underarter finns listade i Catalogue of Life.